# Charles Cunningham
Ne doit pas être confondu avec Charles Cunningham Boycott.
Charles Cunningham, né en 1755 à Eye et mort dans ce même village le 11 mars 1834, est un contre-amiral de la Royal Navy.
Il a participé à la guerre d'indépendance des États-Unis, aux guerres de la Révolution française et aux guerres napoléoniennes.